# كمبرتون (كامبريدجشير)
كمبرتون (بالإنجليزية: Comberton)‏ هي قرية وأبرشية مدنية تقع في المملكة المتحدة في إنجلترا. يقدر عدد سكانها بـ 2,189 نسمة .